# Charles Singer
Pour les articles homonymes, voir Singer.
Charles Joseph Singer (2 novembre 1876 – 10 juin 1960) est un historien britannique en sciences, technologies et médecine.

## Biographie
Charles Singer est né à Camberwell, un quartier de Londres où son père était pasteur.